# 天主的若望教堂

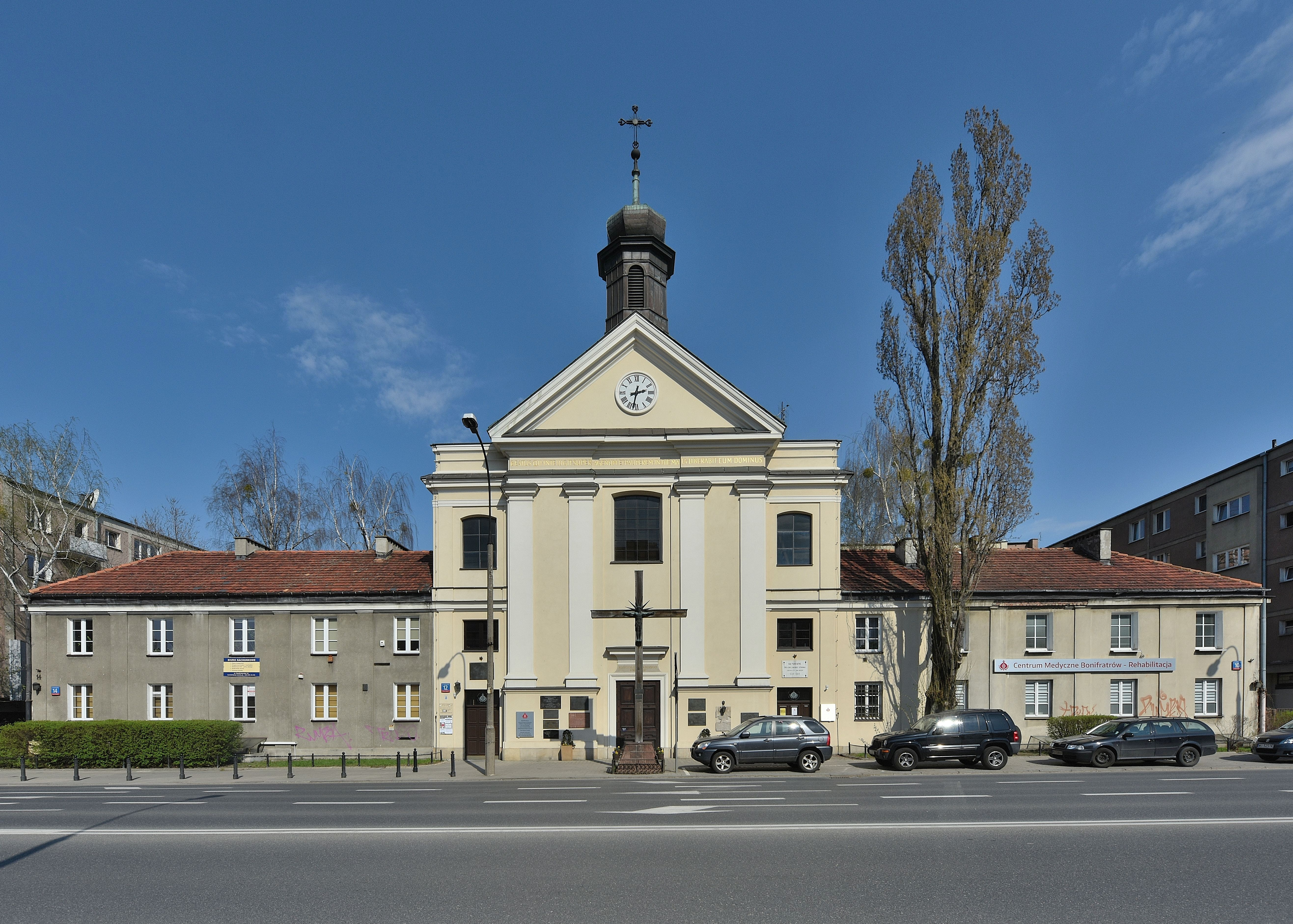

天主的若望教堂（Kościół św. Jana Bożego）是波蘭首都華沙的一座羅馬天主教的教堂，屬於「天主的聖若望兄弟醫院修會」。在1976年至2013年，該教堂是已取消的「天主的若望教區」的座堂。華沙起義時，天主的若望教堂和其附屬醫院是重要的抵抗據點，但也因此遭到嚴重破壞。戰後教堂得到重建。

## 外部連結
- Convent of the Brothers in Warsaw (in Polish)（页面存档备份，存于）
- Official history of the church (in Polish)（页面存档备份，存于）